# Ding Dong The Witch Is Dead
Ding Dong The Witch Is Dead es una canción de la película de 1939 El Mago de Oz. Es el punto central de varias canciones individuales en una escena extendida interpretada por los Munchkins, Glinda (Billie Burke) y Dorothy Gale (Judy Garland). Destacada por un coro de niñas Munchkin (la Liga de la Nana) y uno de los niños Munchkin (la Hermandad del Chupete), también fue cantada por cantantes de estudio y por los soldados Winkie. Fue compuesta por Harold Arlen, con letras escritas por E. Y. Harburg. El conjunto de canciones celebra la muerte de la Malvada Bruja del Este cuando la casa de Dorothy cae sobre ella por el ciclón.
La canción ocupa del puesto número 82 en la lista de las 100 canciones más representativas del cine estadounidense.
En 2004, "¡Ding-Dong! ¡La Bruja ha muerto!" terminó en el puesto #82 en la encuesta 100 Years...100 Songs del AFI sobre las mejores canciones en el cine estadounidense. En 2013, la canción alcanzó el puesto #2 en el UK Singles Chart tras la muerte de la ex primera ministra Margaret Thatcher. 

## Escenario

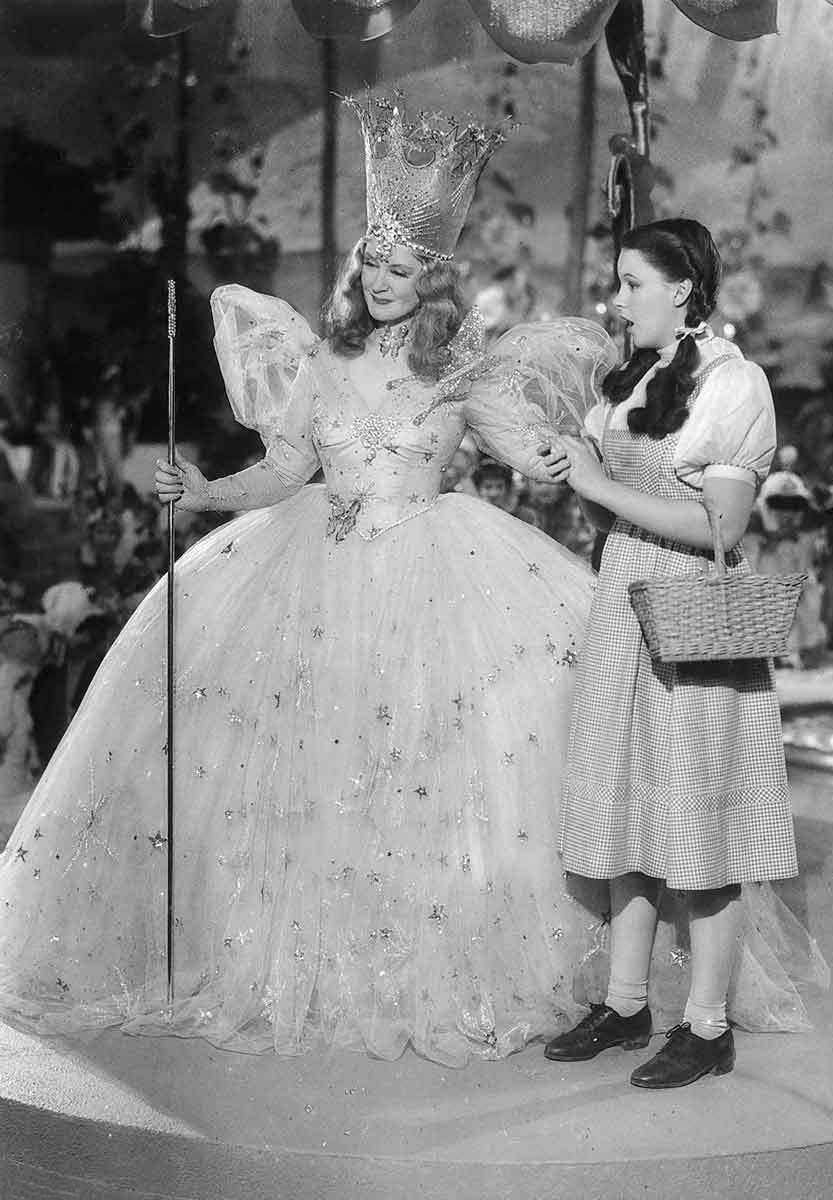
Billie Burke and Judy Garland en El mago de Oz

La secuencia comienza con Glinda animando a los temerosos Munchkins a "Salir, Salir, Vengan Donde Estén" y conocer a Dorothy, quien "cayó de una estrella" llamada Kansas, para que "ocurriera un milagro". Dorothy comienza a cantar, explicando modestamente a través de frases descriptivas que "Realmente No Fue Ningún Milagro"; fue el viento el que trajo el aparente milagro. Pronto, los Munchkins se unen y cantan alegremente, quizás sin entender realmente cómo llegó allí, pero felices con el resultado. Como varias de las canciones en la banda sonora de la película, esta hace un uso extensivo del juego de palabras que riman, conteniendo tantas palabras que rimen con "bruja" como los compositores pudieron pensar: "picazón", "cual", "situación", "rica", etc.
Después de un breve intervalo en el que dos Munchkins le presentan un ramo de flores a Dorothy, Glinda les dice a los Munchkins que "dejen que la noticia gozosa se difunda" de que "¡finalmente la vieja bruja está muerta!" Los Munchkins luego cantan el número de estilo marcha "¡Ding-Dong! La Bruja Está Muerta". Después de su única estrofa, hay otra interrupción, ya que los funcionarios de la ciudad necesitan determinar si la bruja está "indudablemente y fiablemente muerta". El médico forense (Meinhardt Raabe) afirma que sí lo está, y el alcalde reitera el consejo de Glinda a los Munchkins de difundir la noticia. Los Munchkins cumplen y cantan "¡Ding-Dong! La Bruja Está Muerta" nuevamente. Mientras los soldados Munchkin marchan, pareciendo vagamente juguetes, algunos trompetistas emiten un toque de trompeta muy similar al que se escucha al principio de la "Marcha de los Juguetes" de Babes in Toyland. Esto tiene una sutileza notable aunque quizás no intencionada. En 1903, la opereta había sido escrita para competir con una versión temprana y exitosa de Broadway de El Mago de Oz. Además, en 1934, había habido una versión cinematográfica de Babes in Toyland, que presumiblemente aún estaba reciente en la memoria del público.
En el siguiente intervalo, tres chicas Munchkin en trajes de ballet y bailando en punta cantan "Representamos a la Liga de la Nana" y dan la bienvenida a Dorothy a Munchkinland. Inmediatamente después, tres chicos Munchkin de aspecto rudo cantan "Representamos a la Hermandad del Chupete", en realidad la misma melodía que "Liga de la Nana", y de manera similar le dan la bienvenida a Dorothy a Munchkinland, el Munchkin central (Jerry Maren) dándole un gran chupetón redondo para todo el día. Los chicos se desvanecen entre la multitud mientras todos avanzan y comienzan a cantar y bailar "Te Damos la Bienvenida a Munchkinland".
Los Munchkins cantan y bailan alegremente, con "Tra-la-la-la-la-la-las", hasta que la Malvada Bruja del Oeste (Margaret Hamilton), la hermana de la otra bruja, irrumpe en la escena envuelta en fuego y azufre, poniendo fin de repente a la alegría de los Munchkins, mientras su propio tema instrumental conocido y siniestro suena en la pista.

## Sala de montaje
Estaba prevista una reprise de la canción, que comenzaba con "¡Salve, Salve! ¡La Bruja ha Muerto!", cantada por el líder de los Winkies (los guardias de la bruja) después de que la Malvada Bruja del Oeste se hubiera derretido y el hechizo sobre ellos se hubiera roto, y el líder Winkie le había entregado a Dorothy la escoba de la bruja. Debía ser continuada por los habitantes de la Ciudad Esmeralda, quienes la cantarían en un popurrí junto con una reprise de "La Alegre Tierra de Oz".
Esta canción y sus escenas fueron eliminadas de la película, que en su lugar salta directamente del castillo de la bruja (sin el Winkie cantando) a la sala del trono del Mago. Partes de la grabación de la canción sobrevivieron e fueron incluidas en la banda sonora del CD Deluxe. Las imágenes de la película de la celebración se han perdido, con la excepción de un breve clip que estaba realmente en el tráiler original de la película, aunque había sido eliminado de la película.
Fue re-escenificado en la producción televisiva de 1995 El Mago de Oz en Concierto: Los Sueños se Hacen Realidad, y también en el musical de 2011 de Andrew Lloyd Webber.

## Voces
Casi todas las voces de los Munchkins fueron dobladas por actores de voz no acreditados, quienes cantaron con sus voces normales a un tempo específico, y las grabaciones fueron ajustadas electrónicamente para crear las "voces" de los Munchkins que el público escucha durante la reproducción. El CD Deluxe incluye las voces reales de los tres intérpretes en pantalla de "Hermandad del Chupete" para contrastar. Según las notas del libreto del CD, los actores de voz no acreditados para ciertos segmentos fueron:
- The Lullaby League: Lorraine Bridges, Betty Rome y Carol Tevis.
- The Lollipop Guild: Billy Bletcher, Pinto Colvig y Harry Stanton.
- Hail Hail the Witch Is Dead: Ken Darby (el arreglista)

Bletcher y Colvig habían realizado previamente trabajos de voz notablemente en Los Tres Cerditos, y continuarían haciendo una cantidad significativa de trabajo de voz para los estudios de animación de Warner y Disney. Bletcher mismo era un hombre bajo, de 5 pies y 2 pulgadas, aunque notablemente más alto que los Munchkins a los que les daba voz.

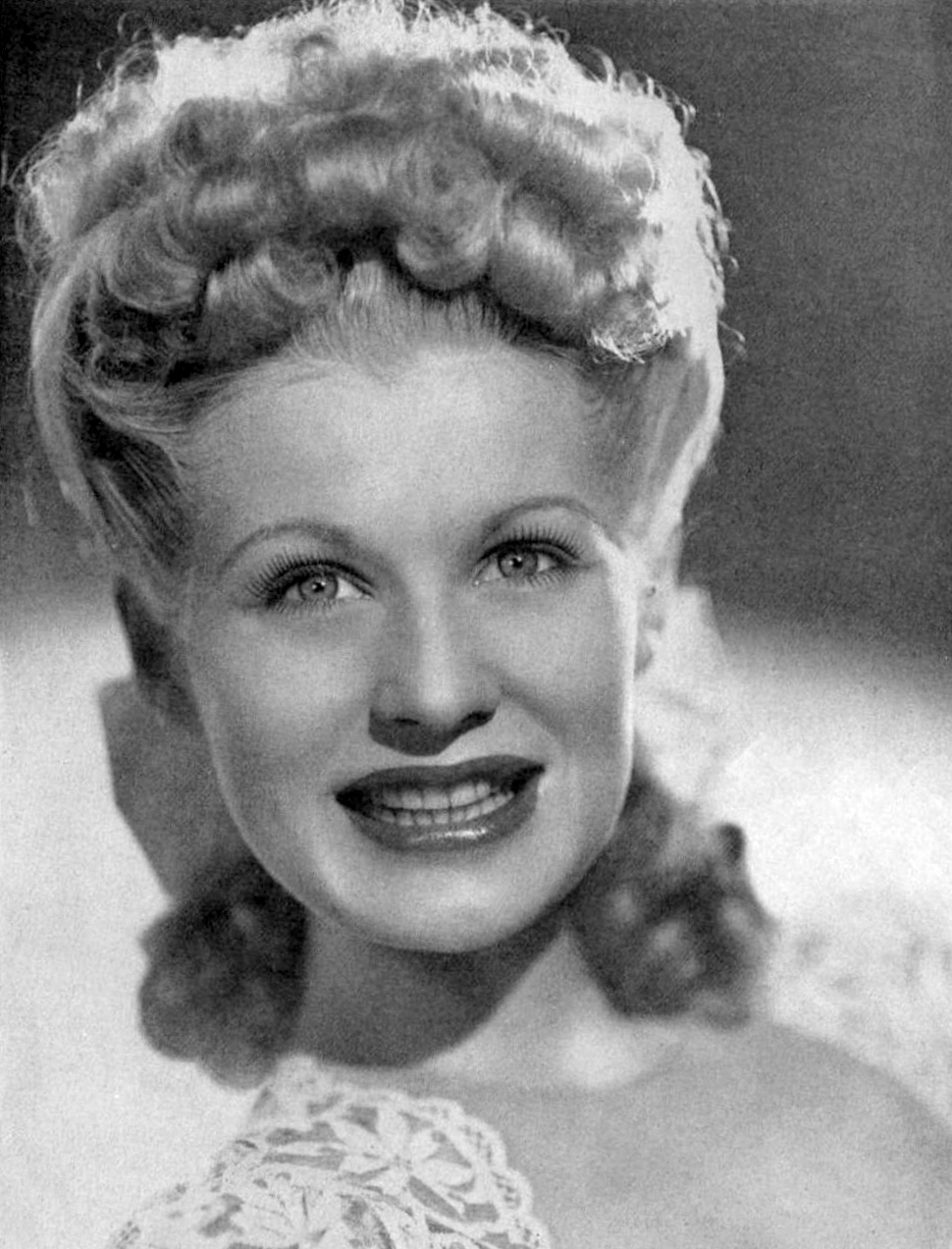
Marion Hutton

## Versiones
- Glenn Miller y su Orquesta la grabaron en 1939, con voces de Marion Hutton.
- Ella Fitzgerald la cantó en su álbum de 1961 Ella Fitzgerald Sings the Harold Arlen Songbook.
- El compositor Harold Arlen grabó la canción para su álbum de Columbia Records de 1966 Harold Sings Arlen (With Friend), como un dúo con Barbra Streisand, quien luego incluiría su grabación en su álbum de duetos de 2002.[4]
- Sammy Davis Jr. la interpretó en vivo con Buddy Rich en The Sounds of '66.
- En 1967, The Fifth Estate registró su mayor éxito con una versión de la canción que presentaba la bourrée de la suite Terpsichore de Michael Praetorius en el interludio instrumental y la coda. Esta versión alcanzó el puesto #11 en la lista Billboard Hot 100. Esta grabación ha sido la que más alto ha llegado en las listas estadounidenses de cualquier canción de Harold Arlen o El Mago de Oz por cualquier artista desde que comenzó la era moderna de las listas en 1940.
- Bing Crosby (en su álbum de 1968 Thoroughly Modern Bing).
- Klaus Nomi realizó una versión que se lanzó como sencillo en 1982.[5]
- Rosemary Clooney - para su álbum de 1983 Rosemary Clooney Sings the Music of Harold Arlen.

## En la cultura popular
- En The Goon Show, se usaba a menudo como la melodía de cierre, y era interpretada en vivo en el escenario por la Orquesta de Wally Stott.
- La película de 1991 The Naked Gun 2½: The Smell of Fear contiene una escena que parodia Casablanca donde Jane Spencer (Priscilla Presley) le pregunta al pianista Sam (James Gilstrap): "Sam, ¿tocarías nuestra canción, solo una vez más?". Él comienza de inmediato una versión de "¡Ding-Dong! ¡La Bruja está Muerta!".
- En el episodio "La Elección de Selma" de Los Simpson de 1993, mientras la familia conduce hacia un funeral, Homer Simpson y Bart Simpson cantan "¡Ding-Dong! ¡La Bruja está Muerta!".
- La banda británica Hefner termina su canción "El Día en que Thatcher Muere" con niños cantando "Ding Dong, The Witch Is Dead" en referencia a la ex primera ministra británica, Margaret Thatcher.
- La canción es brevemente parodiada en el episodio "El Ascenso y la Caída de Kate" de Lizzie McGuire por Miranda Sánchez y Gordo, como método de celebrar la caída del poder de la compañera estudiantil Kate Sanders.
- En 2011 en el episodio The Play de The Middle, Frankie (Patricia Heaton) y Sue (Edén Sher) deciden actuar juntos en una obra de teatro El Mago de Oz y aparecen cantando Ding Dong The Witch Is Dead, la melodía también se escucha en piano al final de obra.
- En el estreno de la temporada 3 de la serie de televisión Glee de Fox, los miembros del elenco Lea Michele y Chris Colfer cantan una versión a dúo.
- En Brooklyn Nine-Nine, el episodio de la temporada 7, titulado "Ding Dong", muestra al Capitán Raymond Holt celebrando la muerte de su rival, la Comisionada Madeleine Wuntch, entonando "¡Ding Dong, la Wuntch ha Muerto!".